# Every Day I Have to Cry / You Wouldn’t Know
Az Every Day I Have to Cry / You Wouldn’t Know dalokat tartalmazó Bee Gees kislemez 1965-ben jelent meg.

## Közreműködők
Közreműködők:
- Barry Gibb – ének, gitár
- Robin Gibb – ének
- Maurice Gibb – ének
- stúdiózenészek: gitár, basszusgitár, dob

## A lemez dalai
A oldal: Every Day I Have to Cry  (Arthur Alexander) (1962), monó 2:05, ének: Barry Gibb

B oldal: You Wouldn’t Know  (Barry Gibb) (1965), monó 2:15, ének: Barry Gibb

## Megjegyzés
A számok a Festival Studio Harris Street-i telepén lett rögzítve kétsávos magnófelvételen.
Az A oldal Arthur Alexander szerzeménye, eredetileg Steve Alaimo előadásában hangzott el.

## Dalszövegek
- You Wouldn’t Know